# 스토이카 크러스테바
스토이카 젤랴스코바 크러스테바(불가리아어: Стойка Желязкова Кръстева, 1985년 9월 18일~)는 불가리아의 권투 선수이다. 2020년 하계 올림픽에서 여자 플라이급 금메달을 획득했다. 결혼 전 성은 페트로바(불가리아어: Петрова)이다.